# Luis Fernando Herrera
Luis Fernando Herrera   (Medellín, 12 de juny de 1962) és un exfutbolista colombià de la dècada de 1990.
Fou 61 cops internacional amb la selecció de Colòmbia amb la qual participà en els Mundials de 1990 i 1994.
Pel que fa a clubs, defensà els colors de Independiente Medellín, América de Cali i Atlético Nacional.